# Bombylius maculithorax
Bombylius maculithorax är en tvåvingeart som beskrevs av Paramonov 1926. Bombylius maculithorax ingår i släktet Bombylius och familjen svävflugor. Inga underarter finns listade i Catalogue of Life.